# Mbengué
Mbengué este o comună din regiunea Poro, Coasta de Fildeș.